# Gard
Gard (IPA: [ɡaʁ]) a 83 eredeti département egyike, amelyeket a francia forradalom alatt 1790. március 4-én hoztak létre, nagyrészt az egykori  Languedoc tartományból.

## Elhelyezkedése
Franciaország déli részén terül el, Okcitánia régió (2015 végéig Languedoc-Roussillon régió) része.

## Települések
| Kerület  | Lakosság (2010) | Területe (km²) | Kanton | Önkormányzat |
| -------- | --------------- | -------------- | ------ | ------------ |
| Alès     | 41.205          | 1322           | 12     | 101          |
| Nîmes    | 142.205         | 3133           | 24     | 177          |
| Le Vigan | 3.942           | 1398           | 10     | 75           |

Legnagyobb városok
- Nîmes
- Alès
- Uzès